# Styphlolepis agenor
Styphlolepis agenor är en fjärilsart som beskrevs av Turner 1915. Styphlolepis agenor ingår i släktet Styphlolepis och familjen Crambidae. Inga underarter finns listade i Catalogue of Life.